# Lucky (película de 2017)
Lucky es una película de drama de 2017 dirigida por John Carroll Lynch y escrita por Logan Sparks y Drago Sumonja. Es protagonizada por Harry Dean Stanton en uno de sus últimos papeles antes de su muerte el 15 de septiembre de 2017.

## Sinopsis
La historia se centra en el viaje espiritual de un hombre ateo de 90 años. Habiendo sobrevivido más que sus contemporáneos, Lucky se encuentra en el tramo final de su vida, donde se verá impulsado a un viaje de autodescubrimiento cuyo objetivo final es la iluminación.

## Reparto
- Harry Dean Stanton como Lucky.
- David Lynch como Howard.
- Ron Livingston como Bobby Lawrence.
- Ed Begley Jr. como Dr. Christian Kneedler.
- Tom Skerritt como Fred.
- Barry Shabaka Henley como Joe.
- James Darren como Paulie.
- Beth Grant como Elaine.
- Yvonne Huff como Loretta.
- Hugo Armstrong como Vincent.
- Bertila Damas como Bibi.

## Producción
El 7 de julio de 2016, se reveló que Lucky había comenzado su filmación en Los Ángeles.
El 7 de abril de 2017, fue anunciado que Magnolia Pictures adquirió los derechos de distribución del filme.

## Recepción
Lucky recibió reseñas positivas de parte de la crítica y de la audiencia. En la página web Rotten Tomatoes, la película obtuvo una aprobación de 98%, basada en 107 reseñas, con una calificación de 7.9/10, mientras que de parte de la audiencia tuvo una aprobación de 81%, basada en 3932 votos, con una calificación de 4.1/5.
Metacritic le dio a la película una puntuación 79 de 100, basada en 30 reseñas, indicando "reseñas generalmente favorables". En el sitio web IMDb los usuarios le han dado una calificación de 7.4/10, sobre la base de 8447 votos. En la página FilmAffinity tiene una calificación de 7.3/10, basada en 2225 votos.

## Premios
63.ª edición de los Premios Sant Jordi
| Categoría                          | Nominados          | Resultado |
| ---------------------------------- | ------------------ | --------- |
| Mejor actor en película extranjera | Harry Dean Stanton | Ganador   |